# Steinfurter Aa
Die Steinfurter Aa ist ein etwa 46 km langer Nebenfluss der Vechte, der in Nordrhein-Westfalen durch die beiden Kreise Coesfeld und Steinfurt verläuft. Das oberirdische Einzugsgebiet umfasst mehr als 204 km².

## Geographie

### Verlauf

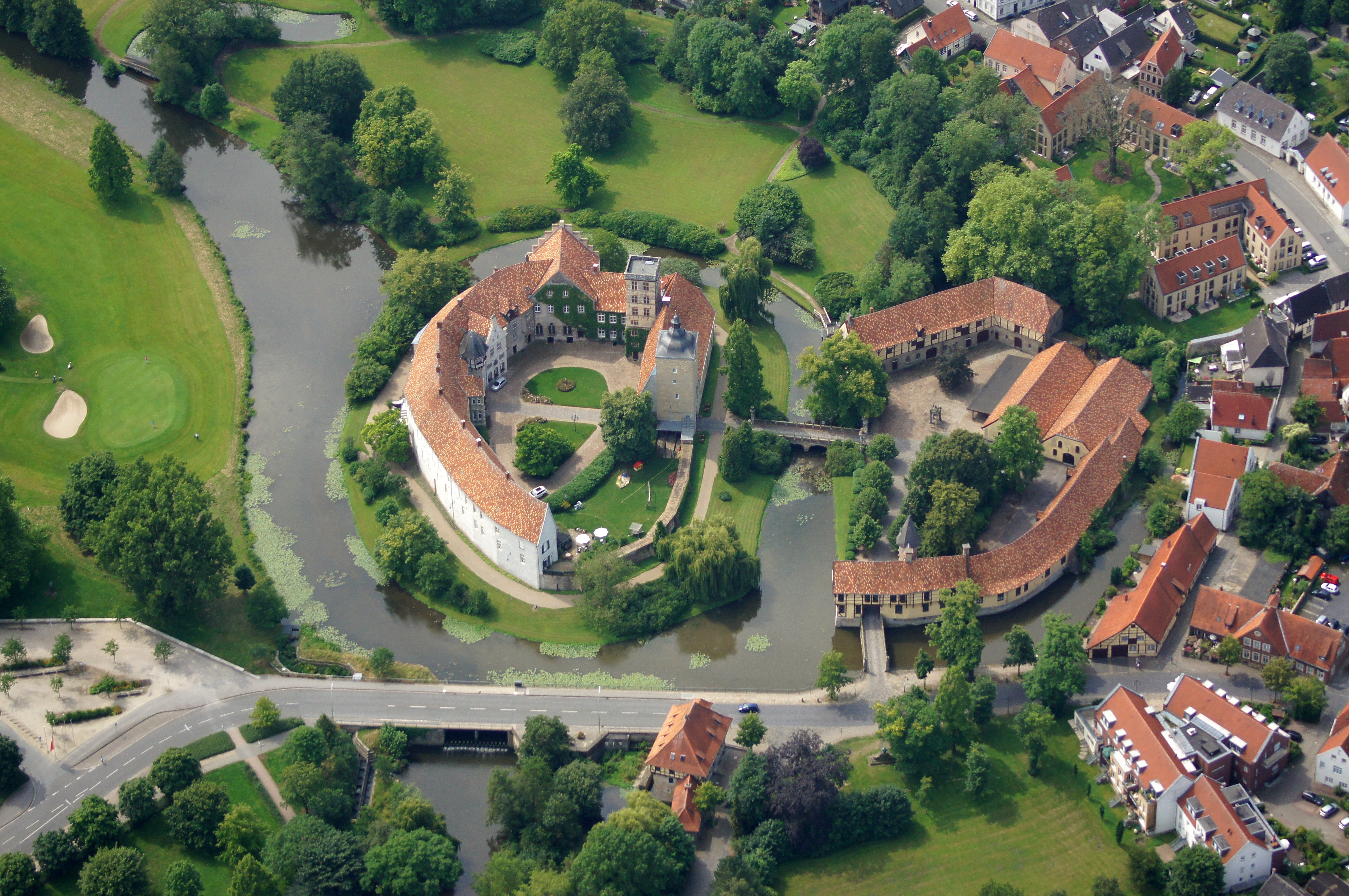
Die Steinfurter Aa speist die Gräfte von Schloss Burgsteinfurt.

Die Quelle der Steinfurter Aa liegt etwa 21 km westlich von Münster bei Billerbeck-Beerlage auf etwa 125 m Höhe in den nördlichen Ausläufern der Baumberge. 
Von dort aus fließt sie zuerst wenige Kilometer nach Osten und dann nordwärts. An Steinfurt-Borghorst fließt sie westlich vorbei, durchquert dann Steinfurt-Burgsteinfurt und erreicht wenig später Wettringen. Im Wettringer Gemeindegebiet ist der Flusslauf bereits breit und augenfällig. 
Nur etwa 5 km weiter nördlich, in der Bauerschaft Bilk, mündet die Steinfurter Aa mit einer Wasserführung von gut 2,1 m³/s in die hier kaum gleich große Vechte.
Der 46,4 km lange Lauf der Steinfurter Aa endet ungefähr 97 Höhenmeter unterhalb ihres Ursprungs, sie hat somit ein mittleres Sohlgefälle von etwa 2,1 ‰.

### Hydrologischer Hauptstrang
Die Steinfurter Aa ist länger als der Oberlauf der Vechte bis zum Zusammenfluss, hat ein größeres Einzugsgebiet und einen größeren mittleren Abfluss (MQ). Sie ist somit der hydrologischer Hauptstrang im Flusssystem Vechte.
|                | Länge in km | EZG in km² | MQ in m³/s |
| -------------- | ----------- | ---------- | ---------- |
| Vechte         | 35,6        | 183,26     | 2,097      |
| Steinfurter Aa | 46,4        | 204,41     | 2,290      |

Anmerkungen zur Tabelle
1. ↑  Daten nach dem Fachinformationssystem ELWAS des Ministeriums für Umwelt, Naturschutz und Verkehr NRW (Hinweise)
2. ↑  Die Vechte bis zum Zufluss der Steinfurter Aa

### Einzugsgebiet
Das 204,55 km² große Einzugsgebiet der Steinfurter Aa wird durch sie über die Vechte und dem Zwarte Water zum IJsselmeer entwässert.
Es grenzt
- im Osten an das Einzugsgebiet der Ems;
- im Südosten an das der Münsterschen Aa, die in die Ems mündet;
- im Süden an das der Stever, die über die Lippe in den Rhein entwässert;
- im Südwesten an das der Berkel, die in die IJssel mündet und
- im Westen an das der Vechte.

Das Einzugsgebiet wird zum größten Teil landwirtschaftlich genutzt.

### Zuflüsse
| Stat. in km | Name           | GKZ       | Lage   | Länge in km | EZG in km² | MQ in l/s | Mündung Koordinaten                         | Mündungshöhe in m ü. NHN |
| ----------- | -------------- | --------- | ------ | ----------- | ---------- | --------- | ------------------------------------------- | ------------------------ |
| 041,10      | Dielbach       | 92862-12  | rechts | 004,4000    | 0004,060   | 0047,990  | westlich von Diel Bieck (⊙)                 | 8500000                  |
| 038,90      | Bombecker Aa   | 92862-16  | rechts | 005,5000    | 0005,740   | 0067,700  | östlich von Große Enking (⊙)                | 8000000                  |
| 037,50      | Grienenbach    | 92862-2   | links0 | 004,1000    | 0006,120   | 0067,420  | nordöstlich von Schulze Wierling (⊙)        | 7500000                  |
| 032,60      | Landwehrbach   | 92862-32  | rechts | 005,9000    | 0011,480   | 0124,010  | südwestlich von Woestmann (⊙)               | 7000000                  |
| 031,90      | Wiescher Bach  | 92862-392 | links0 | 002,7000    | 0001,400   | 0014,930  | östlich von Laer-Holthausen (⊙)             | 6800000                  |
| 031,20      | Frauenbach     | 92862-394 | links0 | 001,6000    | 0001,380   | 0014,440  | östlich von Merschkötter (⊙)                | 6700000                  |
| 030,50      | Wennings Welle | 92862-396 | links0 | 003,0000    | 0001,590   | 0016,650  | östlich von Schulze Lohoff (⊙)              | 6700000                  |
| 030,00      | Eschbach       | 92862-398 | links0 | 002,4000    | 0002,700   | 0029,200  | östlich von Laer (⊙)                        | 6700000                  |
| 028,90      | Neben-Aa       | 92862-4   | rechts | 006,4000    | 0010,650   | 0112,770  | östlich von Laer (⊙)                        | 6600000                  |
| 027,00      | Ewaldibach     | 92862-54  | links0 | 005,4000    | 0006,860   | 0075,070  | westlich von Bölling (⊙)                    | 6500000                  |
| 026,00      | Hagenbach      | 92862-56  | links0 | 006,3000    | 0007,910   | 0087,520  | nordnordwestlich von Schulze Schencking (⊙) | 6400000                  |
| 025,20      | Weweler Bach   | 92862-58  | rechts | 005,5000    | 0008,140   | 0067,640  | westlich von Herdt (⊙)                      | 6300000                  |
| 023,70      | Wirloksbach    | 92862-6   | links0 | 007,1000    | 0011,480   | 0128,070  | östlich von Krumbeck (⊙)                    | 6200000                  |
| 023,20      | Alstbach       | 92862-72  | links0 | 003,8000    | 0005,260   | 0054,710  | südwestlich von Beckmann (⊙)                | 6200000                  |
| 023,20      | Kuhlenbach     | 92862-74  | rechts | 002,9000    | 0007,310   | 0076,880  | bei Beckmann (⊙)                            | 6100000                  |
| 021,80      | Leerbach       | 92862-8   | links0 | 006,2000    | 0017,500   | 0201,580  | westlich von Borghorst (⊙)                  | 6000000                  |
| 007,50      | Poggenbach     | 92862-916 | links0 | 003,6000    | 0005,530   | 0046,220  | in Wettringen (⊙)                           | 4500000                  |
| 003,80      | Düsterbach     | 92862-92  | rechts | 007,5000    | 0015,740   | 0125,760  | südwestlich von Offlum (⊙)                  | 4000000                  |
| 001,00      | Offlumer Rhin  | 92862-998 | rechts | 006,0000    | 0005,910   | 0067,650  | nordöstlich von Lastering (⊙)               | 3900000                  |
| 000,00      | Steinfurter Aa | 92862     |        | 046,4000    | 0204,550   | 1850,000  | in Wettringen-Bilk                          | 3700000                  |

Anmerkungen zur Tabelle
1. ↑  Aufzählung in der Reihenfolge von der Quelle zur Mündung. Daten nach dem Fachinformationssystem ELWAS des Ministeriums für Umwelt, Naturschutz und Verkehr NRW (Hinweise)
2. ↑  Gewässerkennzahl, in Deutschland die amtliche Fließgewässerkennziffer mit zur besseren Lesbarkeit eingefügtem Trenner hinter dem Präfix, das einheitlich für den allen gemeinsamen Vorfluter Steinfurter Aa steht.
3. ↑  Am Unterlauf auch Sunderbach genannt
4. ↑   Widersprüchliche Angaben bei ELWAS: Auf den Karten mündet der Kuhlenbach in die Steinfurter Aa, nach der ELWAS-Datenbank jedoch der Wiedaubach. Dieser hat dann eine Länge von insgesamt 3,6 km. Der Kuhlenbach hat dort die GKZ 92862742, ist 2,1 km lang und mündet bei Fluss-Km 0,8 in den Wiedaubach
5. ↑  Die Daten der Steinfurter Aa zum Vergleich